# 梶田喜左衛門
梶田 喜左衛門（かじた きざえもん、1850年（嘉永3年1月）- 1907年（明治40年）8月17日）は、明治時代の政治家。衆議院議員（1期）。

## 経歴
尾張国、のちの愛知県東春日井郡出身。和漢学を修めた。1873年（明治6年）郷里の戸長となり、翌年第三大区十三小区長に挙げられ、同年第三区二等副戸長に就任した。1874年（明治7年）に始まった地租改正により、1877年（明治10年）3月以降、同郡では標準を逸した莫大な課税による農民の不満が高まりを見せた。梶田は副戸長の職を辞し、地租改正反対を政府に上訴するため和爾良村、田楽村など42箇村の総代となり春日井郡長の林金兵衛と共に上京した。のち郡内の地主を集め自力社を設立し社長を務め、再三上京し上訴するなど反対運動に尽瘁した。
1882年（明治15年）6月、愛知県会議員に挙げられた。ほか、東春日井郡書記、同郡長代理、愛知県収税属、諸税督務員、郡連合会議員などを歴任した。1890年（明治23年）7月の第1回衆議院議員総選挙では愛知県第3区から出馬し当選。大成会に所属し衆議院議員を1期務めた。